# Кунгурский округ
Кунгурский округ — административно-территориальная единица Уральской области, существовавшая в 1923—1929 годах. 

## История
Кунгурский округ был образован в ноябре 1923 года. Центром округа был назначен город Кунгур. 
Изначально округ был разделён на 13 районов: Артинский район, Ачитский район, Берёзовский район, Богородский район, Усть-Кишертский район, Красноуфимский район, Кунгурский район, Манчажский район, Ординский район, Суксунский район, Судинский район, Шамарский район и Юго-Осокинский район.
30 сентября 1925 года Усть-Кишертский район переименован в Кишертский район.
15 сентября 1926 года Судинский район переименован в Уинский район и образован новый Алмазовский район.  
В 1929 году Кунгурский округ был упразднён. Его районы отошли в подчинение Пермского, Свердловского  и Сарапульского округов Уральской области.

## География
Кунгурский округ находился в юго-восточную часть Прикамья. На юге он граничил с автономной Башкирской ССР, На востоке граничил со Свердловским и Тагильским округом. На севере граничил с Пермским округом. На западе граничил с Сарапульским округом.

## Население
Население округа в 1926 году составляло 479,9 тыс. человек. Из них русские — 87,9%; татары — 7,7%; марийцы — 3,2%.